# Ruumiskarinnokka
Ruumiskarinnokka är en halvö i Finland.   Den ligger i landskapet Lappland, i den norra delen av landet, 600 km norr om huvudstaden Helsingfors.